# Tuure Nieminen

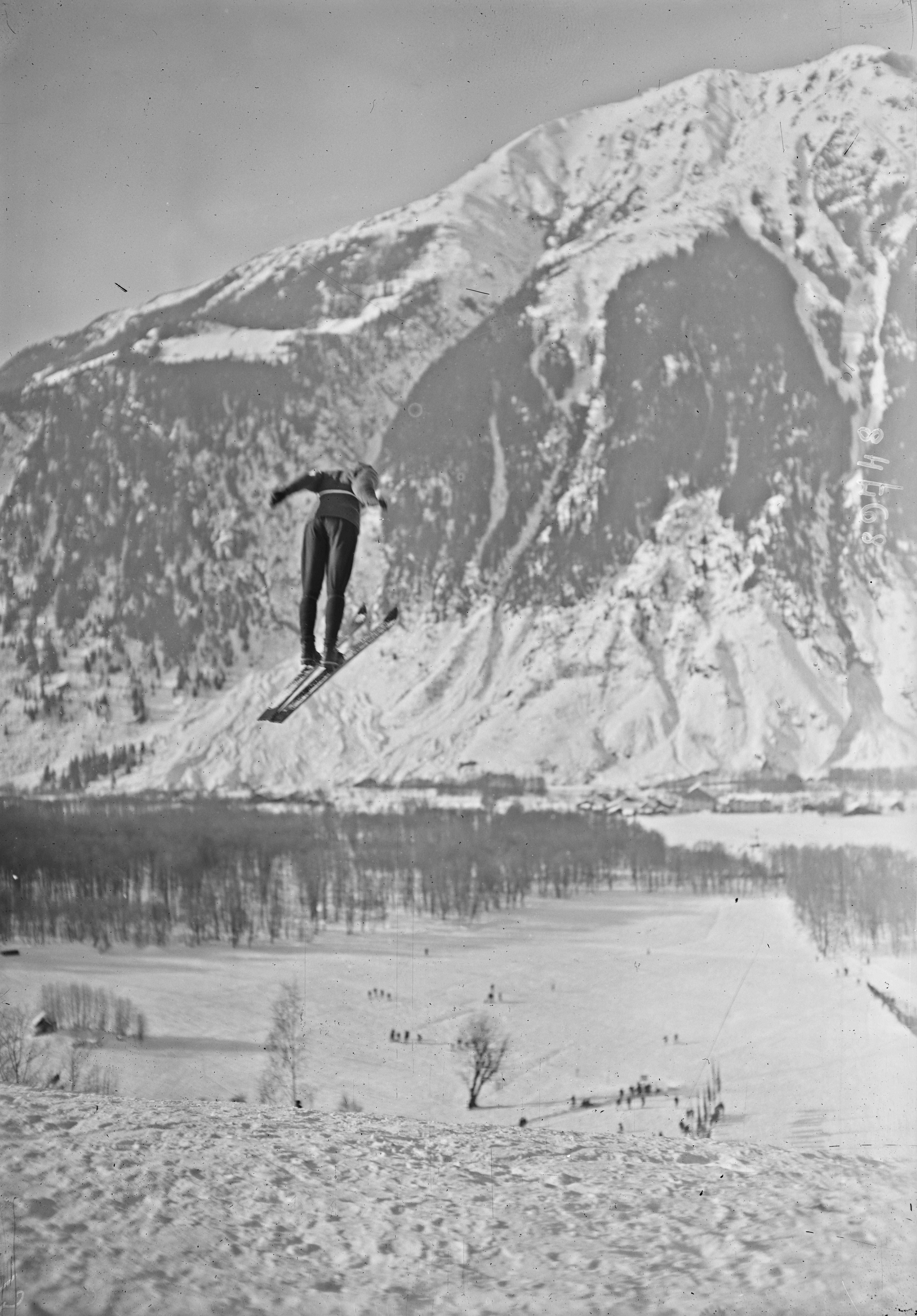
Nieminen under den olympiska backhoppningstävlingen 1924.

Thure Aksel "Tuure" Nieminen, född 19 februari 1894 i Helsingfors, död där 17 oktober 1968, var en finsk vinteridrottare. Han var aktiv inom backhoppning och nordisk kombination under 1920-talet. Han representerade Helsingfors SK.
Tuure Nieminen deltog i olympiska vinterspelen 1924 i Chamonix i Frankrike. Han tävlade i backhoppning och nordisk kombination. I backhoppningen slutade Nieminen på en 13:e plats. I den nordiska kombinationen vid samma OS bröt Nieminen tävlingarna.